# Decaisnea fargesii
Decaisnea fargesii Franch. è una specie di piante della famiglia Lardizabalaceae originaria del Nepal, del Tibet e della Cina. È un arbusto deciduo che cresce fino a 4 m di altezza e di larghezza, ma può raggiungere gli 8 m.

## Descrizione
Ha foglie divise lunghe fino a 90 centimetri, ma la sua caratteristica principale sono i baccelli pendenti, che compaiono in autunno e sono di un insolito colore grigio-blu. La pianta è resistente fino a −20 °C o anche meno e preferisce una posizione riparata.

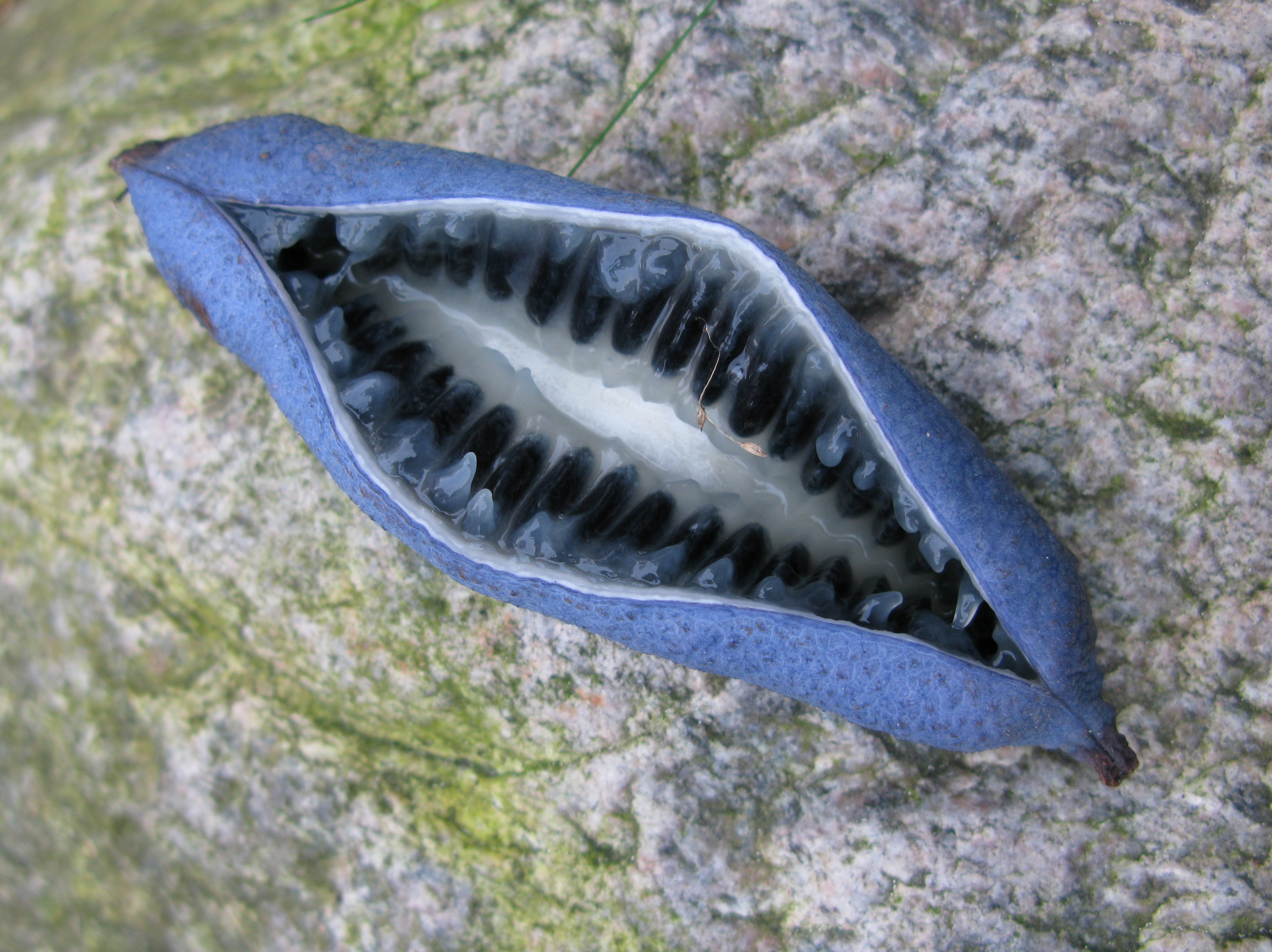
Il frutto aperto

Il periodo di fioritura va da aprile a maggio. I fiori penduli sono funzionalmente unisessuali, campanulati e di colore giallo-verdastro. I fiori peduncolati sono portati in racemi nudi, terminali, spesso pendenti, lunghi dai 25 ai 35 centimetri o più.
I follicoli sono di colore blu, allungati, cilindrici, con molti semi. Essi sono lunghi fino a 5-10 centimetri e spessi circa 2 centimetri e maturano da settembre a ottobre. I frutti dalla buccia spessa sono morbidi, più o meno diritti o leggermente ricurvi. Si trovano in gruppi composti da un massimo di tre frutti insieme o appaiono individualmente. I numerosi semi neri, che hanno una dimensione da 8 a 10 millimetri, lisci e appiattiti si trovano su due file nel frutto. Sono contenuti in una polpa biancastra, gelatinosa che è commestibile e leggermente dolce.
La specie fu descritta per la prima volta nel 1892 dal botanico francese Adrien René Franchet.

## Distribuzione e habitat
D. fargesii si trova nelle foreste montane della Cina, del Tibet e del Nepal. Prospera ad altitudini comprese tra 900 e 3600 metri.

## Usi
I frutti vengono raccolti e la loro polpa gelatinosa viene consumata fresca.